# Bev Perdue
Bev Perdue là Thống đốc thứ 73 tiểu bang Bắc Carolina, Hoa Kỳ. Bà bắt đầu giữ chức vụ này từ năm 2009 đến 2014.
Perdue bắt đầu sự nghiệp chính trị của mình vào những năm 1980, phục vụ tại Hạ viện Bắc Carolina. Sau đó cô phục vụ 5 nhiệm kỳ trong Thượng viện Bắc Carolina trước khi cô được bầu làm Thống đốc Trung ương 32 của Bắc Carolina. Perdue được bầu vào chức vụ Thống đốc bang Bắc Carolina năm 2008 với Charlotte Mayor Pat McCrory với biên độ 50-46. Khi Hillary Clinton bỏ cuộc đua tranh cử tổng thống năm 2008, The New York Times đã đề cập đến Perdue như là một ứng cử viên tiềm năng trong tương lai của ứng cử viên tổng thống.
Vào ngày 26 tháng 1 năm 2012, khi Perdue phải đối mặt với mức xếp hạng phê chuẩn, Perdue tuyên bố rằng bà sẽ không tìm kiếm tái tranh cử trong cuộc bầu cử tổng thống năm 2012. Bà đã thôi chức vụ vào tháng 1 năm 2013.